# Goračevke
Goračevke (pljuskavičevke, kantarionovke; lat. Hypericaceae nom. cons.), biljna porodica koja se sastoji od devet priznatih rodova. 
Porodica obuhvaća ukupno 574 priznate vrste, od kojih čak 458 najvažnijem rodu pljuskavica (Hypericum) po kojem je dobila ime. Pet vrsta zabilježeno je kao ugroženo, a jedna je invazivna. Ove ugrožene vrste su Vismia jefensis, Vismia pauciflora, Hypericum asplundii, Hypericum hartwegii (kritično ugrožena) i Hypericum prietoi.
Ljekovita vrsta, kantarion raste po livadama i poljima, zlatnožutih je cvjetova, karakterističnog mirisa i gorkog okusa, a cvate od lipnja do rujna. Crveno ulje kantariona koristi se i u fitoaromaterapiji, a boju mu daje hipericin, koji kao i pseudohipericin pokazuju antivirusno aktivnost. Važan sastojak je i Hiperforin koji je aktivan protiv zlatnog stafilokoka (Staphylococcus aureu), a ima ga također u gospinoj travi.

## Rodovi
1. Tribus Vismieae Choisy
  1. Vismia Vand.
  2. Harungana Lam.
  3. Psorospermum Spach
2. Tribus Hypericeae' Choisy
  1. Hypericum Tourn. ex L.
  2. Triadenum Raf.
3. Tribus Cratoxyleae Benth. & Hook. f.
  1. Cratoxylum Blume
  2. Eliea Cambess.

## Sinonimi
1. Santomasia N.Robson, sinonim od Hypericum Tourn. ex L.